# Copa Rio Grande do Sul de Futebol Sub-20 de 2017
A Copa Rio Grande do Sul de Futebol Sub-20 de 2017, oficialmente chamada de II Copa Internacional Ipiranga Sub-20 de 2017 por motivos de patrocínios, foi a décima segunda edição do campeonato organizado pela Federação Gaúcha de Futebol, a terceira denominada "Copa Rio Grande do Sul". Esta edição foi disputada entre os dias 2 e 17 de dezembro e assim como a edição anterior, equipes dos demais países da  América Latina participaram do torneio, sendo elas: Nacional e Defensor Sporting do Uruguai, Toluca do México e os argentinos Huracán, Lanús e Argentinos Juniors.
O São Paulo derrotou o Palmeiras por 4−3 e conquistou o título do torneio. Com o resultado, o São Paulo sagrou-se tricampeão de forma consecutiva.

## Participantes
Esta edição do torneio foi disputada por vinte equipes participantes e assim como a edição anterior, equipes convidadas dos demais países da América Latina participaram do torneio.

## Primeira fase
A primeira fase do torneio foi disputada pelas vinte equipes participantes, que foram divididas em quatro grupos com cinco cada. Essa fase foi composta por confrontos dentro dos grupos em turno único. No final, as duas melhores equipes de cada grupo se classificaram para a próxima fase. Além disso, foi adotado os seguintes critérios de desempates durante a fase:
- Maior número de vitórias;
- Melhor saldo de gols simples;
- Maior número de gols pró;
- Confronto direto (quando o empate ocorrer apenas entre dois clubes);
- Menor número de cartões vermelhos;
- Menor número de cartões amarelos;
- Sorteio.

### Grupo A
|  | Zona de classificação para a próxima fase |

### Grupo B
|  | Zona de classificação para a próxima fase |

### Grupo C
|  | Zona de classificação para a próxima fase |

### Grupo D
|  | Zona de classificação para a próxima fase |

## Fase final
A fase final do torneio, engloba as fases de quartas-de-final, semifinais e a final. Participaram as oito equipes classificadas da fase anterior, os confrontos foram realizados em jogo único.
|  | Quartas-de-final             | Quartas-de-final             |                              |   | Semifinal | Semifinal |  |  | Final | Final |
|  |                              |                              |                              |   |           |           |  |  |       |       |
|  | 12 de dezembro, Porto Alegre |                              |                              |   |           |           |  |  |       |       |
|  |                              |                              |                              |   |           |           |  |  |       |       |
|  | São Paulo                    | 3                            |                              |   |           |           |  |  |       |       |
|  | São Paulo                    | 3                            | 15 de dezembro, Porto Alegre |   |           |           |  |  |       |       |
|  | Bahia                        | 0                            |                              |   |           |           |  |  |       |       |
|  | Bahia                        | 0                            | São Paulo                    | 2 |           |           |  |  |       |       |
|  | 13 de dezembro, Porto Alegre |                              | São Paulo                    | 2 |           |           |  |  |       |       |
|  |                              | Huracán                      | 1                            |   |           |           |  |  |       |       |
|  | Huracán                      | Huracán                      | 1                            | 4 |           |           |  |  |       |       |
|  | Huracán                      |                              | 17 de dezembro, Porto Alegre | 4 |           |           |  |  |       |       |
|  | Nacional                     | 0                            |                              |   |           |           |  |  |       |       |
|  | Nacional                     | 0                            | São Paulo                    | 4 |           |           |  |  |       |       |
|  | 12 de dezembro, Porto Alegre |                              | São Paulo                    | 4 |           |           |  |  |       |       |
|  |                              | Palmeiras                    | 3                            |   |           |           |  |  |       |       |
|  | Atlético Mineiro             | Palmeiras                    | 3                            | 2 |           |           |  |  |       |       |
|  | Atlético Mineiro             | 15 de dezembro, Porto Alegre |                              | 2 |           |           |  |  |       |       |
|  | Internacional                | 3                            |                              |   |           |           |  |  |       |       |
|  | Internacional                | 3                            | Internacional                | 2 |           |           |  |  |       |       |
|  | 13 de dezembro, Porto Alegre |                              | Internacional                | 2 |           |           |  |  |       |       |
|  |                              | Palmeiras                    | 3                            |   |           |           |  |  |       |       |
|  | Palmeiras                    | Palmeiras                    | 3                            | 1 |           |           |  |  |       |       |
|  | Palmeiras                    |                              |                              | 1 |           |           |  |  |       |       |
|  | Juventude                    | 0                            |                              |   |           |           |  |  |       |       |
|  | Juventude                    | 0                            |                              |   |           |           |  |  |       |       |

### Quartas-de-final
| 12 de dezembro | São Paulo                               | 3 − 0     | Bahia | Campo do SESC, Porto Alegre         |
| 19:15          | Bissoli 9' · Walce 43' · Igor Gomes 49' | Relatório |       | Árbitro: Jean Pierre Gonçalves Lima |

| 12 de dezembro | Atlético Mineiro           | 2 − 3     | Internacional                             | Campo do SESC, Porto Alegre   |
| 21:30          | Ruan 51' · Marco Tulio 72' | Relatório | Edson Santos 21' · Richard 36', 59' (pen) | Árbitro: Leandro Pedro Vuaden |

| 13 de dezembro | Huracán                                  | 4 − 0     | Nacional | Estádio Universitário da PUCRS, Porto Alegre |
| 10:00          | Cordero 4', 11' · Romano 8' · Romero 74' | Relatório |          | Árbitro: Anderson Daronco                    |

| 13 de dezembro | Palmeiras      | 1 − 0     | Juventude | Estádio Universitário da PUCRS, Porto Alegre |
| 18:00          | Léo Passos 63' | Relatório |           | Árbitro: Roger Goulart                       |

### Semifinal
| 15 de dezembro | São Paulo            | 2 − 1     | Huracán     | Estádio Universitário da PUCRS, Porto Alegre |
| 19:15          | Toró 71' · Walce 90' | Relatório | Cordero 41' | Árbitro: Leandro Pedro Vuaden                |

| 15 de dezembro | Internacional             | 2 − 3     | Palmeiras                                     | Estádio Universitário da PUCRS, Porto Alegre |
| 21:30          | Netto 34' · Brenner 90+2' | Relatório | José Aldo 8' (pen) · Airton 9' · Fernando 82' | Árbitro: Daniel Nobre Bins                   |

### Final
| 17 de dezembro | São Paulo                                                   | 4 − 3     | Palmeiras                               | Estádio Universitário da PUCRS, Porto Alegre |
| 17:00          | Walce 45+1' · Gabriel Novaes 68' · Tuta 87' · Bissoli 90+3' | Relatório | José Aldo 26', 63' (pen) · Papagaio 72' | Árbitro: Anderson Daronco                    |

## Premiação
| Copa Rio Grande do Sul de Futebol Sub-20 de 2017 |
| Brasil                                           |
| ------------------------------------------------ |
| São Paulo Campeão (3.º título)                   |